# 法尔肯贝格 (梅尔基施-奥得兰县)
法尔肯贝格（德語：Falkenberg）是德国勃兰登堡州的市镇，隶属于梅尔基施-奥得兰县，总面积为59.6平方千米，截至2020年总人口为2262人。